# غوان صغير
غوان صغير (الاسم العلمي:Penelopina) هو جنس من الطيور يتبع فصيلة القرازية من رتبة الدجاجيات.

## أنواع
يحتوي هذا الجنس على نوع وحيد هو:
- غوان الأعالي (الاسم العلمي:Penelopina nigra)